# Lycée Henriette Dachsbeck
Le Lycée Henriette Dachsbeck est un établissement d'enseignement maternel, primaire et secondaire de la Ville de Bruxelles se situant à proximité du Sablon (Belgique).
En 1876, Henriette Dachsbeck fut sa première directrice.
Le lycée est actuellement divisé en deux sites distincts, la Rue de la Paille (section secondaire) et la Rue de Rollebeek (sections maternelle et primaire).

## Histoire
L'école fut fondée en 1876 sous le nom Cours d'éducation pour jeunes filles B. C'était le deuxième lycée officiel pour jeunes filles à Bruxelles après l'athénée royal Gatti de Gamond,. 
La première directrice était Henriette Dachsbeck. L'école comprend alors une section préparatoire, une section moyenne et une section supérieure (1878) et sera complétée d'une section pré-universitaire en 1897. En 1879 est ajouté un jardin d'enfant. Un cours de langues modernes est institué dès la première préparatoire (1886).
En 1904, Aline Héris devient directrice de l'établissement. Elle y instaure des cours supplémentaires d'Art et de Sciences Modernes (1906) puis un cours d'éducation maternelle (1910). 
En 1911, Augustine De Rothmaler est nommée directrice jusqu'au 31 juillet 1919 où "l'école Dachsbeck" est mentionné pour la première fois lors de son départ à la retraite. C'est également à ce moment qu'est créé l'Amicale des Anciennes Élèves de l'école Dachsbeck.
Au début de la Première Guerre Mondiale, les locaux sont occupés par la garde civile et faute de charbon, l'école doit fermer; les cours sont donnés chez des particuliers.
L'école est ensuite dirigée par Jeanne Barzin. Elle y crée un cours de sociologie pour la section supérieure (1920) et transfère la section pré-universitaire à la rue des Capucins (1926). En 1920, la Ville de Bruxelles faisait œuvre de pionnier sur le continent européen et ouvre sa première salle de lecture pour la jeunesse "l'Heure Joyeuse no 1 Brand Whitlock" , accolée au Lycée. Celle-ci devint un partenaire fort du Lycée Dachsbeck. 
En 1935, Lila Gillet devient directrice. L'école se voit dotée de la section "d'athénée" (humanités anciennes) en 1938, de la section latin-mathématique en 1947 puis des sections latin-sciences et sciences modernes en 1948. 
Lors de la Seconde Guerre Mondiale, l'armée allemande occupe les locaux, d'abord le préau puis la totalité du bâtiment. Les cours sont alors donnés à l'athénée Robert Catteau.
En 1948, Lila devient la première préfète du lycée, celui-ci est alors officiellement appelé "Cours d'Éducation et Lycée Dachsbeck" avant de laisser la place en 1958 à Claire Destrée suivie de Marie-Thérèse Lebon en 1969. C'est à ce moment que nait l'APLYDA (association des parents d'élèves). Une section sciences humaines voit également alors le jour en 1971.
En 1974, Suzanne Sonnemans devient préfète suivie de Micheline Fays en 1975 qui instaure la mixité en section préparatoire puis en secondaire en 1978.
En 1982, Luc Hannaert devient directeur du cours préparatoire (et du jardin d'enfants), s'ensuit Jeanine Vandenbesh (1985). 
En 1988, le Lycée est scindé administrativement en trois écoles distinctes (maternelle, primaire et secondaire).
En 1995, Mme Jeannine Caudron ayant pris sa retraite, Francoise Dupuis devient préfète du Lycée suivie par Yves Michel. Marc Dessy prend ce poste en 2000. Suivent  Christiane De Schepper, Michelle Tasiaux puis Christine Saegerman (2020). En avril 2023, Rachida Sefsaf prend le poste de directrice.

## Enseignement

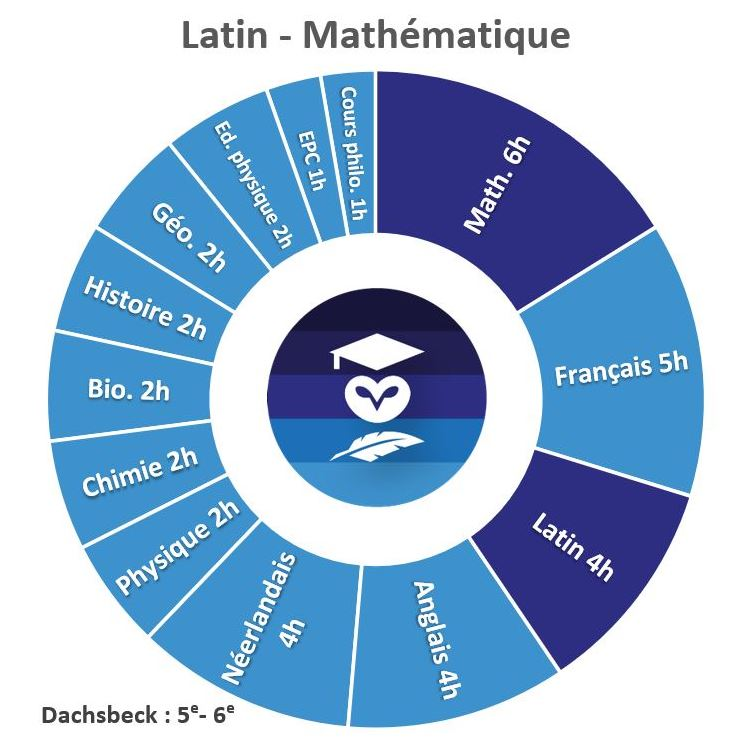
Latin - Mathématiques

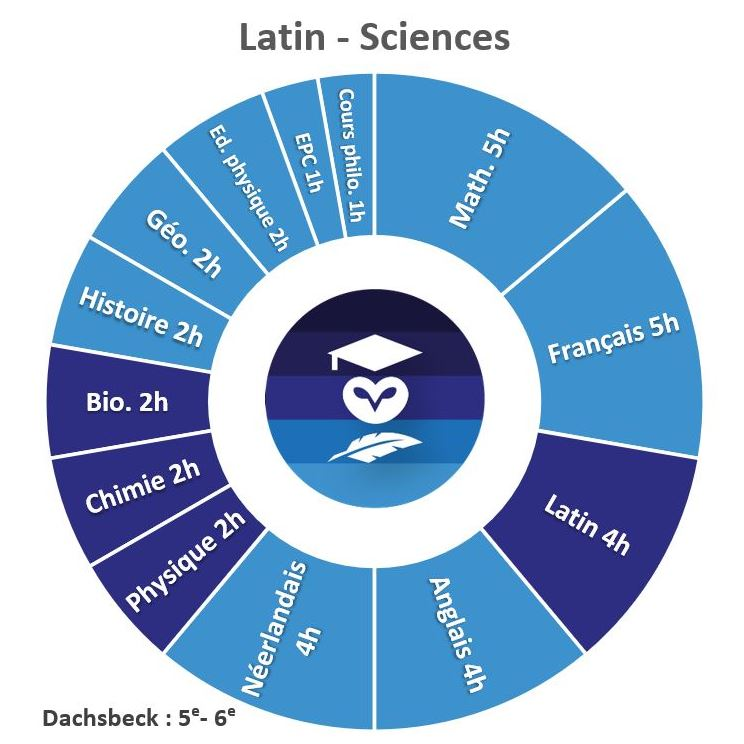
Latin - Sciences

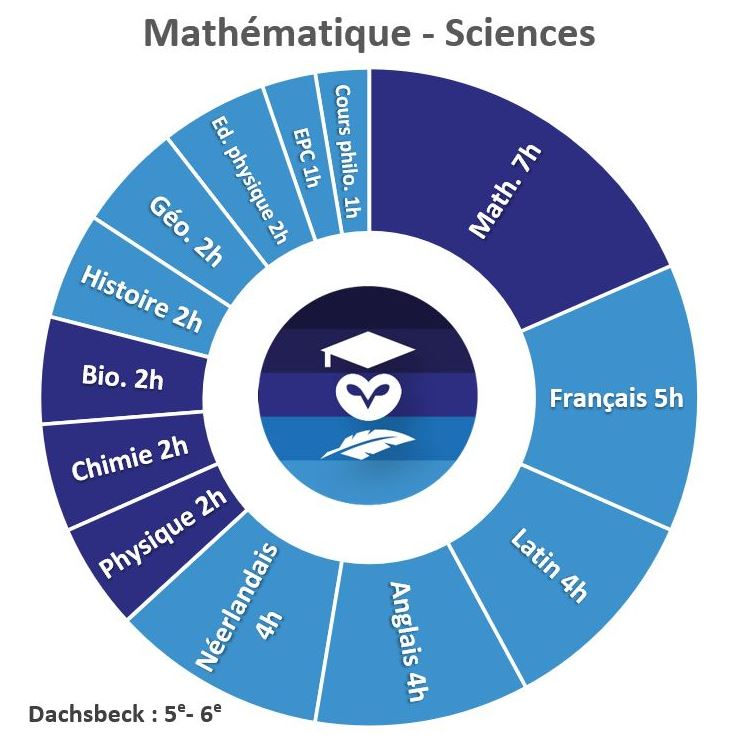
Mathématiques - Sciences

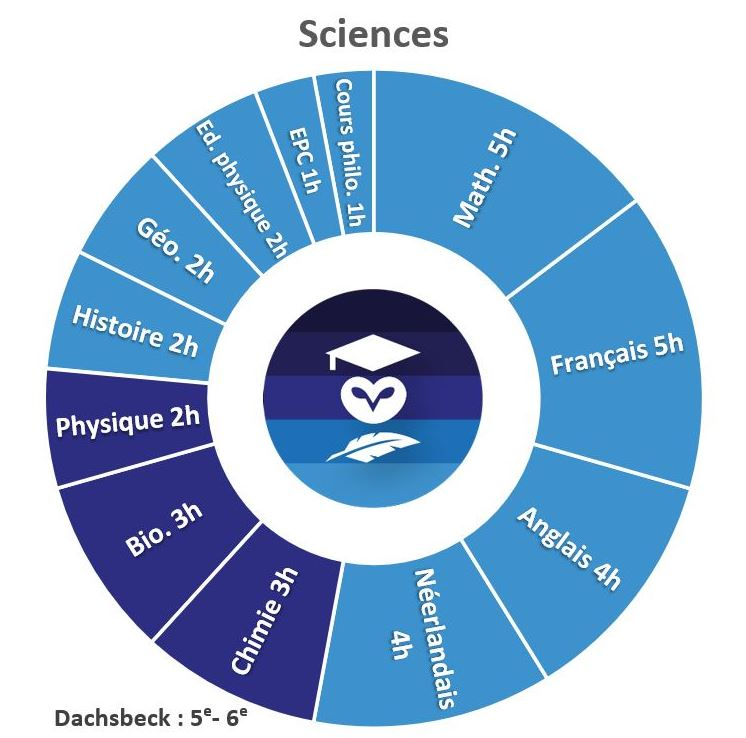
Sciences

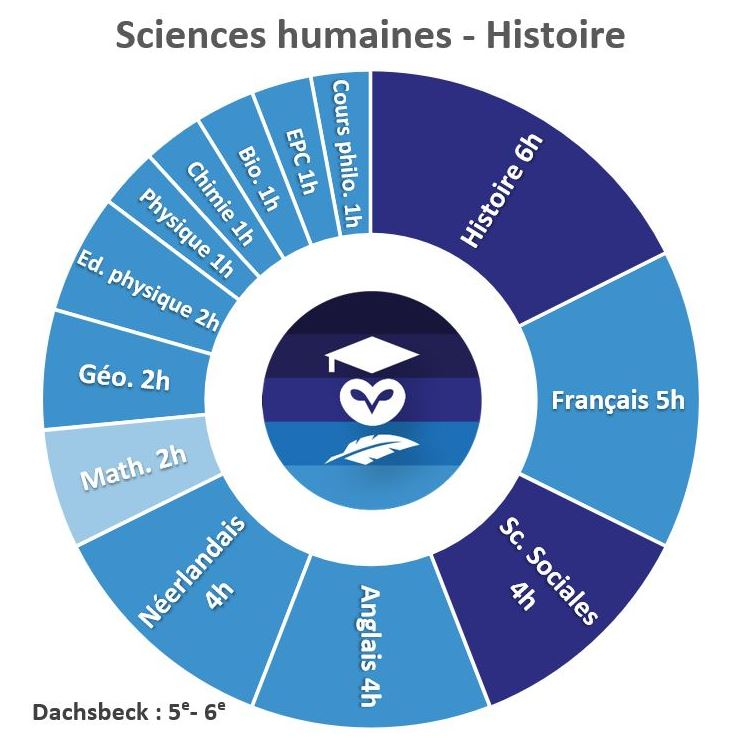
Sciences humaines - Histoire

La section préparatoire du Lycée Dachsbeck propose un enseignement général à différentes options:

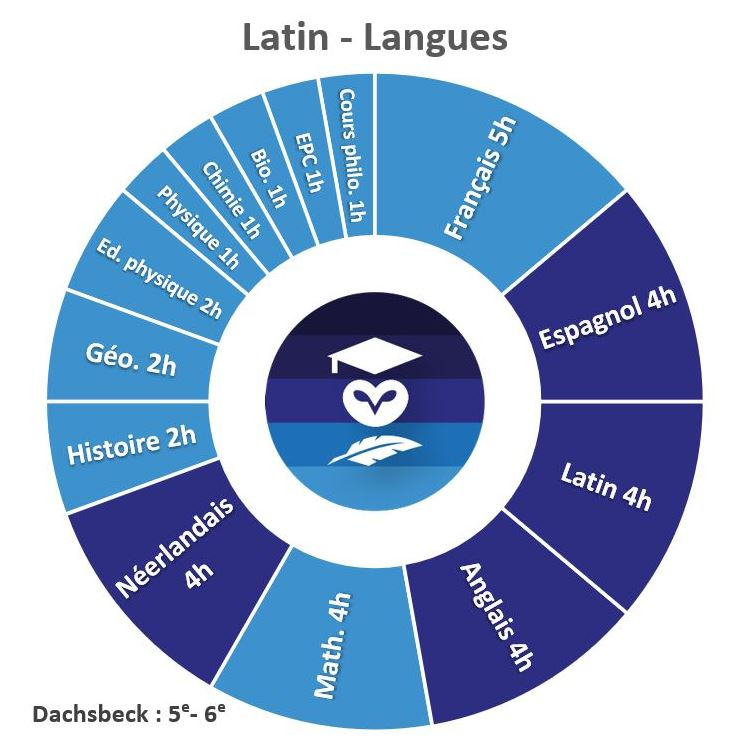
Latin - Langues

- Latin - LanguesLatin - Langues
- Latin - MathématiquesLatin - Mathématiques
- Latin - SciencesLatin - Sciences
- Mathématiques - SciencesMathematiques - Sciences
- SciencesSciences
- Sciences humaines - HistoireSciences humaines - Histoire

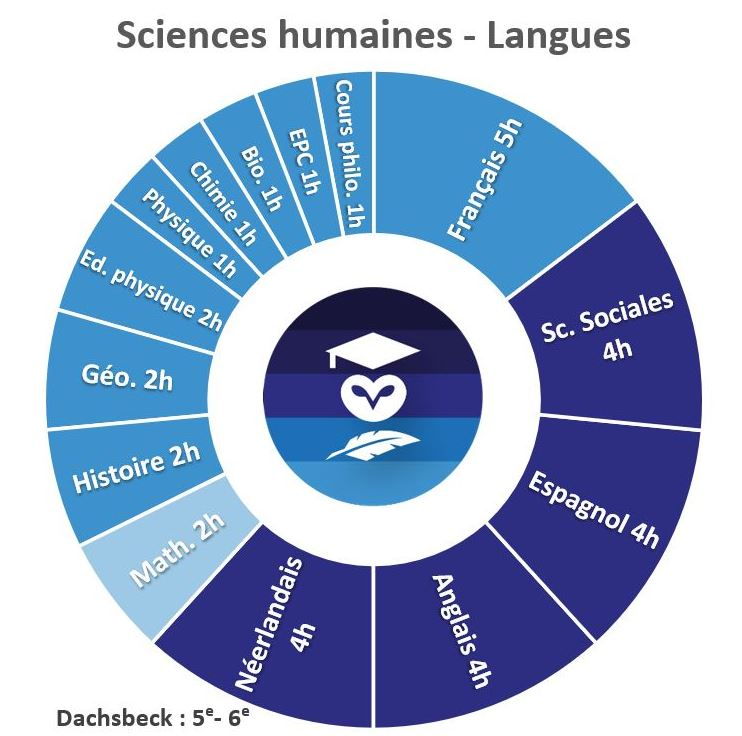
Sciences humaines - Langues

- Sciences humaines - LanguesSciences humaines - Langues

## Récompenses
Les élèves de l'école remportèrent deux fois la finale du jeu télévisé Génies en herbe en 2004 et en 2006.
Dolores Wauters remporte le 1er prix lors de la 31e édition du concours de version grecque (2019).

## Bâtiments

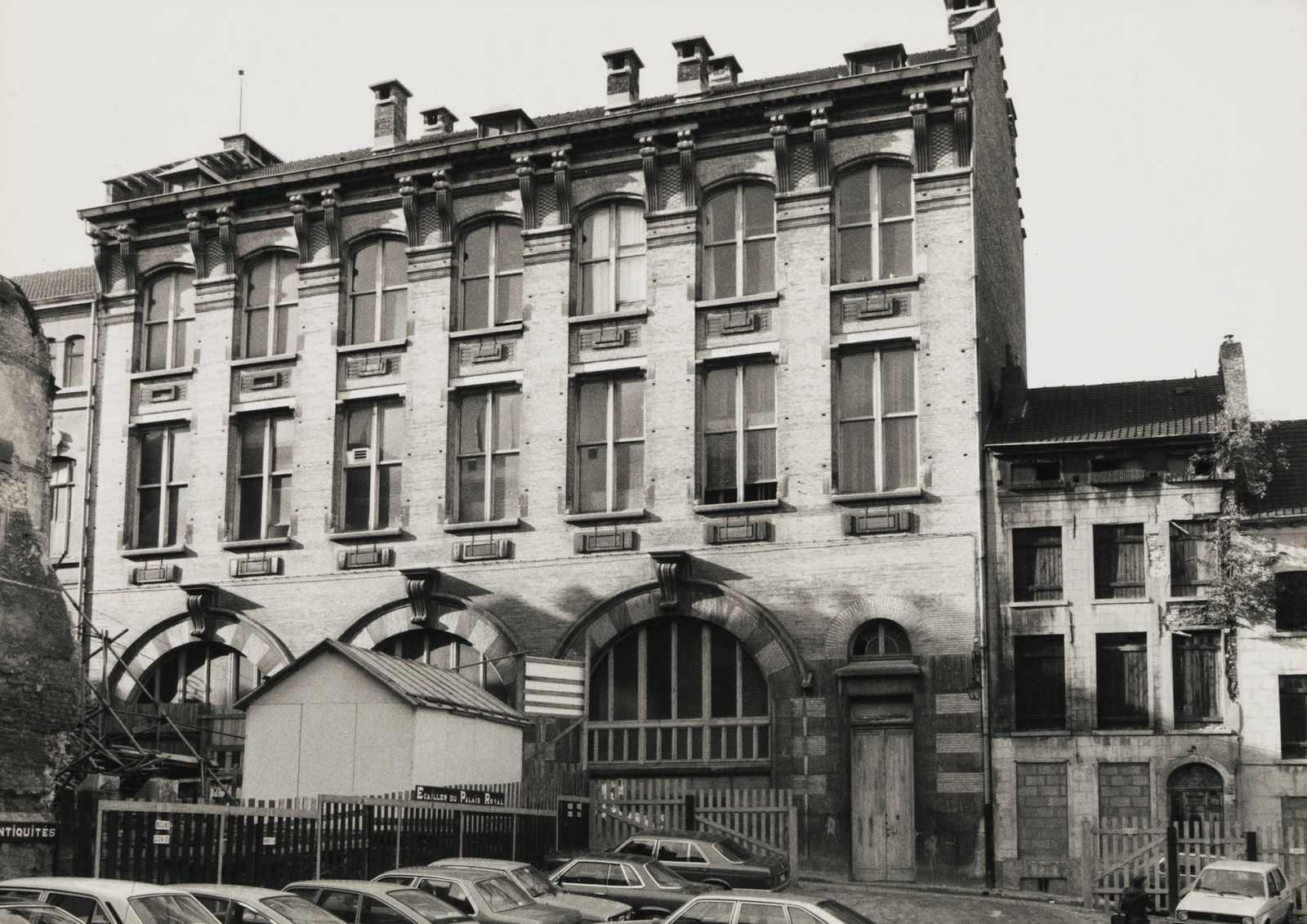
Rue Sainte-Anne 7 (1980)

Le bâtiment de la rue de la Paille est construit sur un ancien couvent jésuite. Le couvent fut transformé en hôpital durant l'occupation française et devint propriété de la ville de Bruxelles en 1810. Lors de la construction du palais de justice de Bruxelles les bâtiments servirent de palais provisoire.  

De 1872 à 1873, afin de permettre la construction d'un nouvel établissement, la ville de Bruxelles procède à l'expropriation de propriétés implantées entre la rue de la Paille et la rue Sainte-Anne (superficie de 1 712 mètres carrés). Cette première construction dessiné en 1874 par l’architecte G. Saintenoy se termine en 1876. 

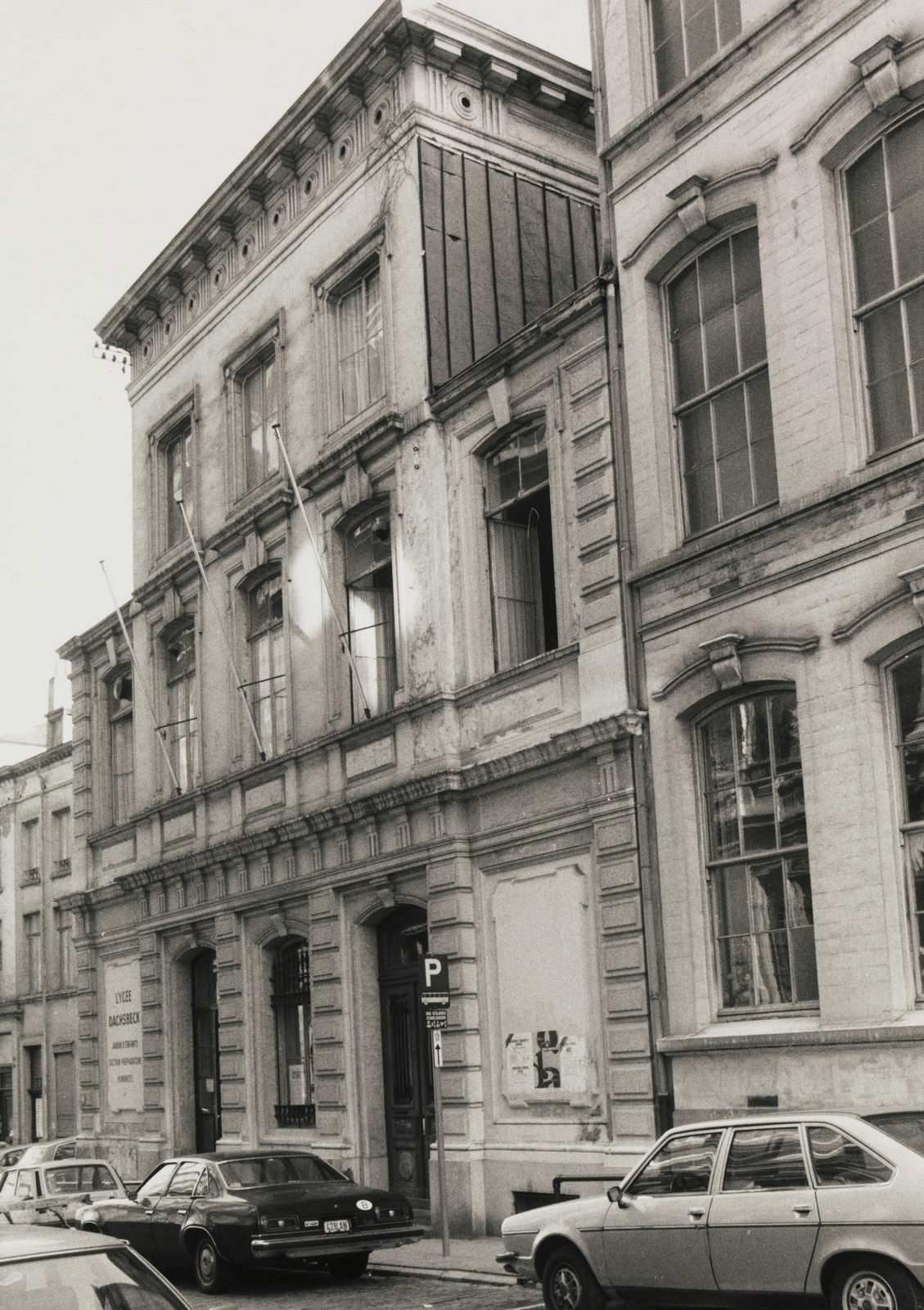
Rue de la Paille 24 (1980)

En 1885, la ville acquiert le bâtiment sis au 26 de la rue de la Paille afin de permettre l'agrandissement de l'école qui se termine en 1890. Un troisième agrandissement à lieu en 1907 grâce à l'expropriation par la Ville d'immeubles rue Sainte-Anne et rue du Paradis. 
Enfin en 1911, le conseil communal approuve un nouveau plan d'agrandissement dessinée par l’architecte P. Bonduelle, ceux-ci concernent l'aile arrière avec la création d'un préau et d'un gymnase, les travaux seront terminé en 1918. Les derniers travaux seront achevés en 1984 avec l'inauguration d'une nouvelle aile située rue de Ruysbroeck et d'un hall omnisports.

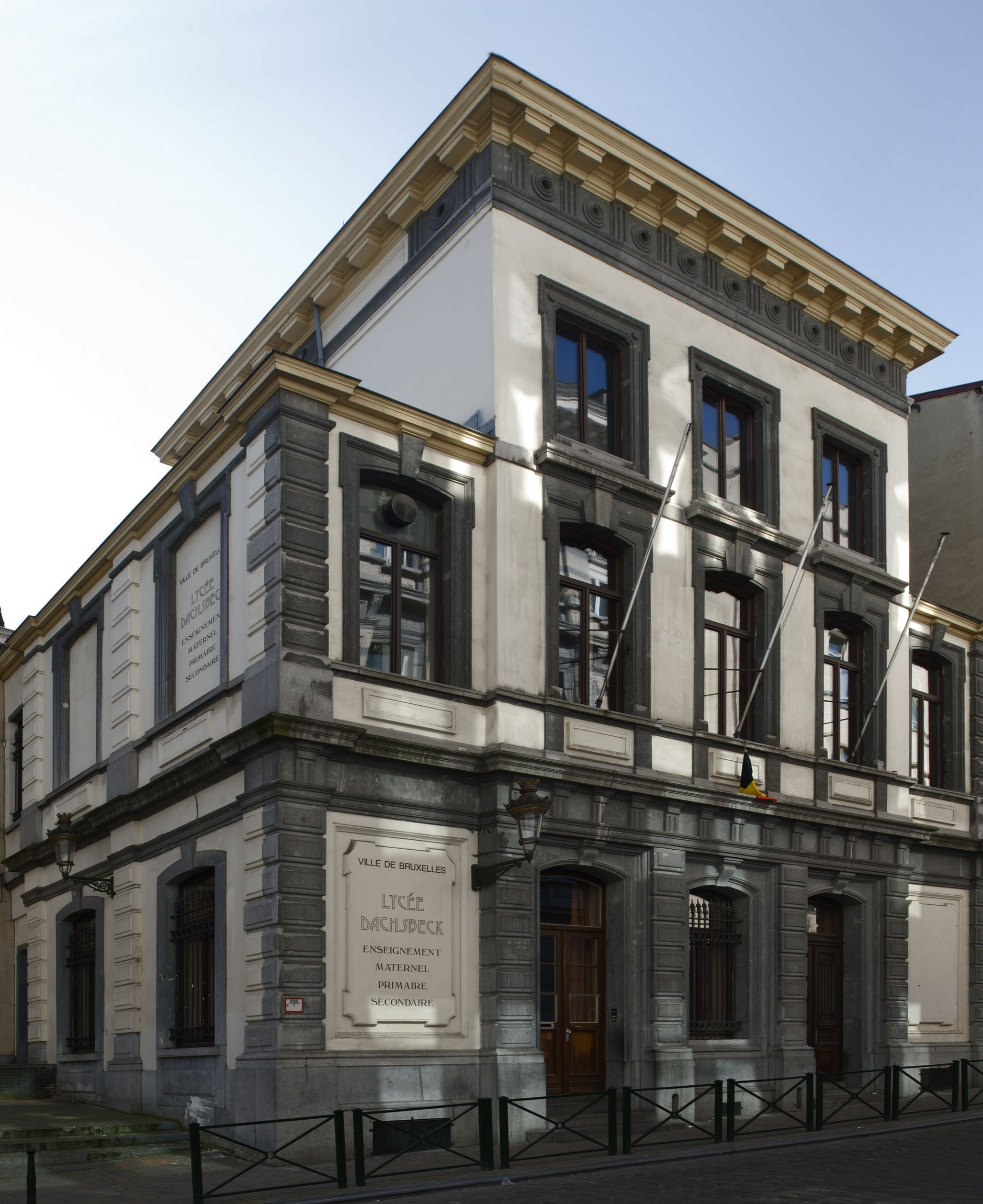
Rue de la Paille 24 (2015)

Durant la seconde guerre mondiale, les bâtiments accueillent le siège l'imprimerie Ferdinand Wellens où a été imprimé clandestinement le "Faux soir" diffusé le 9 novembre 1943. 

## Logo
En 1992, Claudine Fays, directrice de l’école primaire, créée la «chouette à la plume», emblème actuel du lycée.
La chouette est un symbole de sagesse et de savoir dans le monde antique. Elle est liée à la déesse grecque Athéna, déesse des arts et de la sagesse, de la guerre défensive et de l'activité intelligente.
Au fil des années, le logo évolue. En 2022, il adopte un style résolument plus moderne, s'intégrant ainsi mieux dans l'esprit graphique du logo de la ville de Bruxelles.